# Hadař zubatkový
Hadař zubatkový (Aplatophis chauliodus) je ryba z čeledi hadařovití a řádu holobřiší. Tato ryba s ostrými zuby obývá obvykle hloubky 30 až 90 metrů pod hladinou moře Mexického zálivu a západního Atlantiku. Dorůstá až 80 centimetrů. Druh popsal v roce 1956 ichtyolog James Erwin Böhlke.